# Comunità di circostanza
Una comunità di circostanza è simile ad una comunità di pratica: piuttosto che costituirsi intorno ad un interesse comune, si basa invece su circostanze ed esperienze di vita condivise. Tra queste si possono ricordare i newsgroup che mettono in comunicazione gli affetti da particolari malattie. Anche una prigione o i passeggeri di un aereo, una nave o un treno possono essere classificati tra le comunità di circostanza.